# Наталі Лансьєн
Наталі Лансьєн (фр. Nathalie Lancien, 7 березня 1970) — французька велогонщиця.
Олімпійська чемпіонка 1996 року в гонці за очками.
Бронзова призерка Чемпіонату світу з трекових велоперегонів 1995 року в гонці за очками.